# 向井莉生
向井 莉生（むかい りぶ、1995年12月19日 - ）は、日本の女性声優。東京都出身。81プロデュース所属。

## 経歴
声優になろうと思ったきっかけは、最初は純粋にアニメが好きで、『銀魂』や『金色のガッシュベル!!』といった自身が大好きだった作品に入りたいと思ったことから。
2015年、第9回81オーディションで特別賞、サミー賞、MiMi賞を受賞。
2016年3月、アミューズメントメディア総合学院声優タレント学科卒業。
2017年4月1日付で81プロデュースジュニア所属。

## 人物
趣味・特技は散歩、絵を描くこと、歌唱、人の長所を見つけること。
性格は良くも悪くも単純だと語っている。虫が苦手である。

## 出演
太字はメインキャラクター。

### テレビアニメ
2017年
- 笑ゥせぇるすまんNEW（友達）
- アイドルタイムプリパラ（ひな）

2018年
- アイカツフレンズ!（客）
- キラキラハッピー★ ひらけ!ここたま（2018年 - 2019年、日高あおい、霧島唯、立川みすず、田原としえ、るい、魔法のたまご、ルミ、ピポパ、シラベリウス、ゆいこ 他）

2019年
- ひとりぼっちの○○生活（美奈川らう、女子中学生A、女子生徒B、三年生A）

2020年
- SHOW BY ROCK!! ましゅまいれっしゅ!!（古着屋 店長）
- メジャーセカンド（女子生徒、美術部員）
- ガル学。〜聖ガールズスクエア学院〜（アイトア）
- カードファイト!! ヴァンガード外伝 イフ-if-（バニーガールD）
- Lapis Re:LiGHTs（ラヴィ）

2021年
- ワンダーエッグ・プライオリティ（女子生徒）
- 古見さんは、コミュ症です。（2021年 - 2022年、女子生徒3、左藤甘美、河合さん、赤ちゃん、勅使河原欲子 他） - 2シリーズ

2022年
- シャドウバースF（2022年 - 2024年、マミ）
- 組長娘と世話係（葵洸輝）
- ななし怪談（2022年 - 2023年、ナナシ、石けり小僧、校内放送、アンナ先生、雷獣） - 2シリーズ

2023年
- 私の百合はお仕事です!（通行人、女性客、女の子、生徒）
- AIの遺電子（車椅子の少女）

2024年
- BEYBLADE X（ブレーダー）
- 声優ラジオのウラオモテ（女子生徒、女性ファン）
- ただいま、おかえり（真生〈幼少期〉）
- 忍たま乱太郎（2024年 - 2025年、町人）

### Webアニメ
- ふわっちょうんちょ ショートアニメ（2021年、ブルーうんちょ）
- TIGER & BUNNY 2（2022年、少年）

### ゲーム
2015年
- 新約アルカナスレイヤー（アイリス） 

2017年
- クイズRPG 魔法使いと黒猫のウィズ（テタニア・ククリス、バズミィ・インク、ルイミー・アルトー）
- 東京ドラゴンシティ（アマテラス、ヘスティア、狂野死神）

2019年
- ゴシックは魔法乙女〜さっさと契約しなさい!〜（屠竜の美死毒）

2020年
- 絵師神の絆（七色りんこ）
- 幻獣契約クリプトラクト（ツグミ、フアナ）

2021年
- シノビマスター 閃乱カグラ NEW LINK（舞）
- ラピスリライツ 〜この世界のアイドルは魔法が使える〜（ラヴィ）

2022年
- ウィクロスマルチバース（バーストちゃん）
- アリスフィクション（ペルセウス）

2023年
- マブラヴ：ディメンションズ（キルケ・シュタインホフ）

### ドラマCD
- THE IDOLM@STER THE@TER BOOST 03（2018年、街の女B）
- THE IDOLM@STER MILLION THE@TER GENERATION 18 765PRO ALLSTARS （2019年、新人アイドル）
- THE IDOLM@STER MILLION THE@TER WAVE 07・08・13（2020年 - 2021年、リリナ、女性ダンサー、男の子） - 3作品
- やましい恋のはじめかた（2021年、女子生徒[19]）

### ラジオドラマ
- 飛べ!京浜ドラキュラ（2016年、モトマチ）
- チートを作れるのは俺だけ〜無能力だけど世界最強〜（2018年、フィーユ[20]）

### オーディオブック
- クズと天使の二周目生活 1〜2巻（2019年 - 2021年、木佐貫凛 他[21][22]）
- 人生（2019年、遠藤梨乃）
- 九十九の空傘（2021年、朗読＋カサ[23]）
- されど罪人は竜と踊る 0.5巻（2021年、クエロ[24]）
- 死に戻り、全てを救うために最強へと至る（2021年[25]、イレーナ 他[26]）

### デジタルコミック
- 12歳。 シリーズ（2019年、今村想楽[27][28]）
- 溺愛ロワイヤル（2020年、鳴子ちゃん[29]）
- ラピスリライツ 私たちのPrelude（前奏曲）（2020年、ラヴィ）

### 特撮
- ウルトラマンデッカー（2022年、翻訳ソフト）

### テレビ番組
※はインターネット配信。
- みんなで語る番組 かたりぽTV まっち×ボイス♪（2019年、TOKYO MX）[30][31][32][33]
- LiGHTsのお悩み相談室（2020年、YouTube※）

### ラジオ
※はインターネット配信。
- やっぱりSが好き〜SAY YOU! LOVE ME!（2018年 - 2019年、ラジオ日本）[34]

## ディスコグラフィ

### キャラクターソング
| 発売日   | 商品名                                    | 歌                       | 楽曲                                                 | 備考                                                          |
| 2020年   | 2020年                                    | 2020年                   | 2020年                                               | 2020年                                                        |
| -------- | ----------------------------------------- | ------------------------ | ---------------------------------------------------- | ------------------------------------------------------------- |
| 2月5日   | START the MAGIC HOUR                      | LiGHTs                   | 「Your Lights」 「ポラリス」                         | 『ラピスリライツ 〜この世界のアイドルは魔法が使える〜』関連曲 |
| 7月8日   | 私たちのSTARTRAIL/プラネタリウム          | ラピスリライツ・スターズ | 「私たちのSTARTRAIL」                                | テレビアニメ『Lapis Re:LiGHTs』オープニングテーマ             |
| 7月8日   | 私たちのSTARTRAIL/プラネタリウム          | LiGHTs                   | 「プラネタリウム」                                   | テレビアニメ『Lapis Re:LiGHTs』エンディングテーマ             |
| 12月23日 | SKY FULL of MAGIC                         | LiGHTs                   | 「700,000,000,000,000,000,000,000の空で」            | テレビアニメ『Lapis Re:LiGHTs』挿入歌                         |
| 12月23日 | SKY FULL of MAGIC                         | LiGHTs                   | 「A.R.I.A」 「私の名は、光。」                       | テレビアニメ『Lapis Re:LiGHTs』エンディングテーマ             |
| 12月23日 | SKY FULL of MAGIC                         | ラピスリライツ・スターズ | 「私の名は、光。」                                   | 『ラピスリライツ 〜この世界のアイドルは魔法が使える〜』関連曲 |
| 2022年   |                                           |                          |                                                      |                                                               |
| 2月23日  | Sound of the Bell/SUGAR×LEMONADE          | LiGHTs                   | 「Sound of the Bell」                                | 『ラピスリライツ 〜この世界のアイドルは魔法が使える〜』関連曲 |
| 2月23日  | Sound of the Bell/SUGAR×LEMONADE LiGHTs盤 | LiGHTs                   | 「Your Lights（かめりあ's "Lapis Re:DENPA" Remix）」 | 『ラピスリライツ 〜この世界のアイドルは魔法が使える〜』関連曲 |

### シリーズ一覧
1. ↑  第1期（2021年）、第2期（2022年）
2. ↑  第1作（2022年）、第2作（2023年）

### ユニットメンバー
1. 1 2 3  ティアラ（安齋由香里）、ロゼッタ（久保田梨沙）、ラヴィ（向井莉生）、アシュレイ（佐伯伊織）、リネット（山本瑞稀）
2. 1 2  ティアラ（安齋由香里）、ロゼッタ（久保田梨沙）、ラヴィ（向井莉生）、アシュレイ（佐伯伊織）、リネット（山本瑞稀）、アンジェリカ（雨宮夕夏）、ルキフェル（松田利冴）、ナデシコ（本泉莉奈）、ツバキ（鈴木亜理沙）、カエデ（大野柚布子）、ラトゥーラ（早瀬雪未）、シャンペ（広瀬世華）、メアリーベリー（赤尾ひかる）、エミリア（星乃葉月）、あるふぁ（嶺内ともみ）、サルサ（篠原侑）、ガーネット（中山瑶子）、ユエ（桜木夕）、ミルフィーユ（奥紗瑛子）、フィオナ（伊藤はるか）